# Vladislav II. Češki
Vladislav II. (češko Vladislav II.) je bil od leta 1140 vojvoda in nato od leta 1158 do svojega odstopa leta 1173 kralj Češke, * ok. 1110, † 18. januar 1174.
Bil je drugi češki kralj. Niti on niti njegov predhodnik Vratislav II. nista bila dedna kralja. 
Vladislav II. je bil sin vojvode Vladislava I. in Richeze Berške. Bil je dvakrat poročen, prvič z Gertrudo Babenberško in drugič z Judito Turingijsko.

## Vladanje

### Vojvoda
Bil je pustolovski mladenič. Ker ni pričakoval, da bo med vladavino svojega strica Soběslava I. dosegel prestol, se je preselil na Bavarsko. Vrnil se je ob Soběslavovi smrti leta 1140 in s pomočjo svojega svaka, nemškega kralja Konrada III., dosegel, da ga je češko plemstvo izvolilo za češkega vojvodo.
Sprva je njegovi izvolitvi nasprotoval bratranec, Soběslavov sin Vladislav. Cesar Lotar II. je namreč na Soběslavovo zahtevo na bamberškem zboru maja 1138 priznal vojvodske pravice njegovemu sinu. Pravice je junija v Sadski potrdilo tudi češko plemstvo. Na drugem zasedanju zbora v Bambergu aprila 1140 je zbor spremenil svoje mnenje in za Soběslavovega naslednika potrdil Vladislavovega sina. Lokalni vojvode Konrad II. Znojmski, Vratislav II. Brnski in Oton III. Olomuški so mu začeli povzročati težave. Olomuški škof Jindřich Zdík jih je zato izobčil in nato izgnal iz svoje škofije. Vojvode so 22. aprila 1142 z izdajo premagali Vladislava pri Vysoki, njihovo obleganje Prage pa ni uspelo. Vladislav je obdržal prestol s pomočjo Konrada III. Nemškega, s čigar polsestro Gertrudo Babenberško se je poročil.
Leta 1147 je Vladislav spremljal Konrada III. v drugi križarski vojni, vendar je svoj pohod pri Konstantinoplu ustavil in se nato vrnil. Na poti domov je šel skozi Kijev in Krakov.
Po izvolitvi Friderika Barbarosse za naslednika Konrada III. leta 1152 je bil Vladislav maja 1152 poklican na zbor v Merseburg. Po besedah Vincenca Praškega je vabilo zavrnil in tja kot svojega predstavnika poslal praškega škofa Daniela. 
Oktobra 1155 se je srečal s Friderikom blizu češke meje in se junija 1156 udeležil Friderikove poroke z Beatriko Burgundsko v Würzburgu. Tam sta se s Friderikom dogovorila, po katerem bo Vladislav sodeloval pri Friderikovi prihajajoči italijanski kampanji, Friderik pa ga bo povzdignil v kralja.

### Kralj
11. januarja 1158 je bil tajni dogovor iz leta 1156 udejanjen na cesarskem zboru v Regensburgu. Friderik je Vladislava okronal z diademom (kronisti so ga imenovali diadema ali cirkul), ki se je očitno razlikoval od njegove cesarske krone. 18. januarja je Vladislavu izdal privilegij, s katerim je uredil uporabo krone in drugih insignij. Friderik mu je podelil kraljevi naslov in krono za vedno, vendar ju po Vladislavovem  odstopu niso uporabljali. Po Vladislavovi vrnitvi na Češko je aristokracija ostro nasprotovala njegovi zavezanosti kampanji v Italiji in njegovi enostranski spremembi češke ustave. V vse to so privolili šele potem, ko se je strinjal, da bo sam prevzel stroške italijanske kampanje.
Vladislav II. je leta 1158 zvesto spremljal Friderika v Milano, kjer ga je cesar 8. septembra kronal za češkega kralja. Bil je trden cesarjev zaveznik. Med italijanskimi pohodi leta 1161, 1162 in 1167 je Vladislav poveljstvo češkega kontingenta zaupal svojemu bratu, vojvodi Děpoldu I. Jamniškemu, in njegovemu sinu Frideriku.
Po uporu moravskih vojvod je Vladislav postopoma prevzemal oblast nad moravskimi trdnjavami: Brno s smrtjo Vratislava II. leta 1156, Olomuc s smrtjo Otona III. in Znojmo  s smrtjo Konrada II. Vladislav II. je leta 1163 v cesarjevem imenu posredoval tudi na Ogrskem. Svojega drugega sina Svjatopluka je poročil z ogrsko princeso in imel diplomatske stike z bizantinskim cesarjem Manuelom I. Komnenom.
Leta 1167 je umrl Daniel I., od leta 1148 praški škof in Vladislavov največji svetovalec. Po njegovi smrti so se odnosi med češkimi in nemškimi kralji zaostrili. Ko je Vladislavov sin Adalbert (Vojtěch) III. leta 1169 postal salzburški nadškof, ga je cesar sumil, da podpira papeža Aleksandra III.

## Odstop in smrt
Vladislav II. je v želji, da bi svojega sina Bedřiha (Friderika)  postavil na prestol še vedno volilne vojvodine Češke, je leta 1173 odstopil brez soglasja čeških plemičev in  cesarjevega dovoljenja. Bedřih se je obdržal prestolu manj kot eno leto in svoje mesto prepustil Soběslavu II., starejšemu sinu Soběslava I.
Vladislav je živel v Turingiji, deželi svoje druge žene, kjer je januarja 1174 umrl. Pokopan je bil v stolnici v Meissenu. Njegovo vladavino je zaznamovala ustanovitev številnih premonstratenskih in cistercijanskih opatij na Češkem ter gradnja kamnitega mostu čez reko Vltavo v Pragi. Most se je imenoval Juditin most v čast Vladislavove druge žene. Most je bil uničen v poplavi leta 1342 in na njegovem mestu so zgradili Karlov most.

## Družina
S prvo ženo Gertrudo Babenberško je imel pet otrok:
- hčerko (Richeza ?), poročeno z Jaroslavom II. Kijevskim
- Bedřiha, ki ga je nasledil na vojvodskem prestolu
- Svjatopluka, poročenega s hčerko Géze II. Ogrskega
- Vojtěha (Adalberta III.), nadškofa Salzburga
- Agnezo (umrla 7. junija 1228), opatinjo samostana sv. Jurija v Pragi

Z drugo ženo Judito Turingijsko s katero se je poročil leta 1155, je imel tri otroke:
- Otokarja, kasnejšega prvega dednega kralja Češke
- Vladislava, kasnejšega vojvodo Vladislava III.
- Richezo (umrla 19. april 1182), poročeno s Henrikom I., vojvodom  Mödlinga

## Vira
- Freed, John B. (2016). Frederick Barbarossa: The Prince and the Myth. New Haven, CT: Yale University Press. ISBN 978-0-300-122763.
- Mahoney, William (2011). The History of the Czech Republic and Slovakia. ABC-CLIO. ISBN 978-0313363061.

| Vladislav II. Češki PřemyslidiRojen: ok. 1110 Umrl: 18. januar 1174 |                         |                                             |
| Vladarski nazivi                                                    |                         |                                             |
| Predhodnik: Soběslav I.                                             | Vojvoda Češke 1140–1158 | NezasedenoNaslednji nosilec nazivaBedřih    |
| NezasedenoZadnji nosilec nazivaVratislav II.                        | Kralj Češke 1158–1172   | NezasedenoNaslednji nosilec nazivaOtokar I. |